# Brooks's

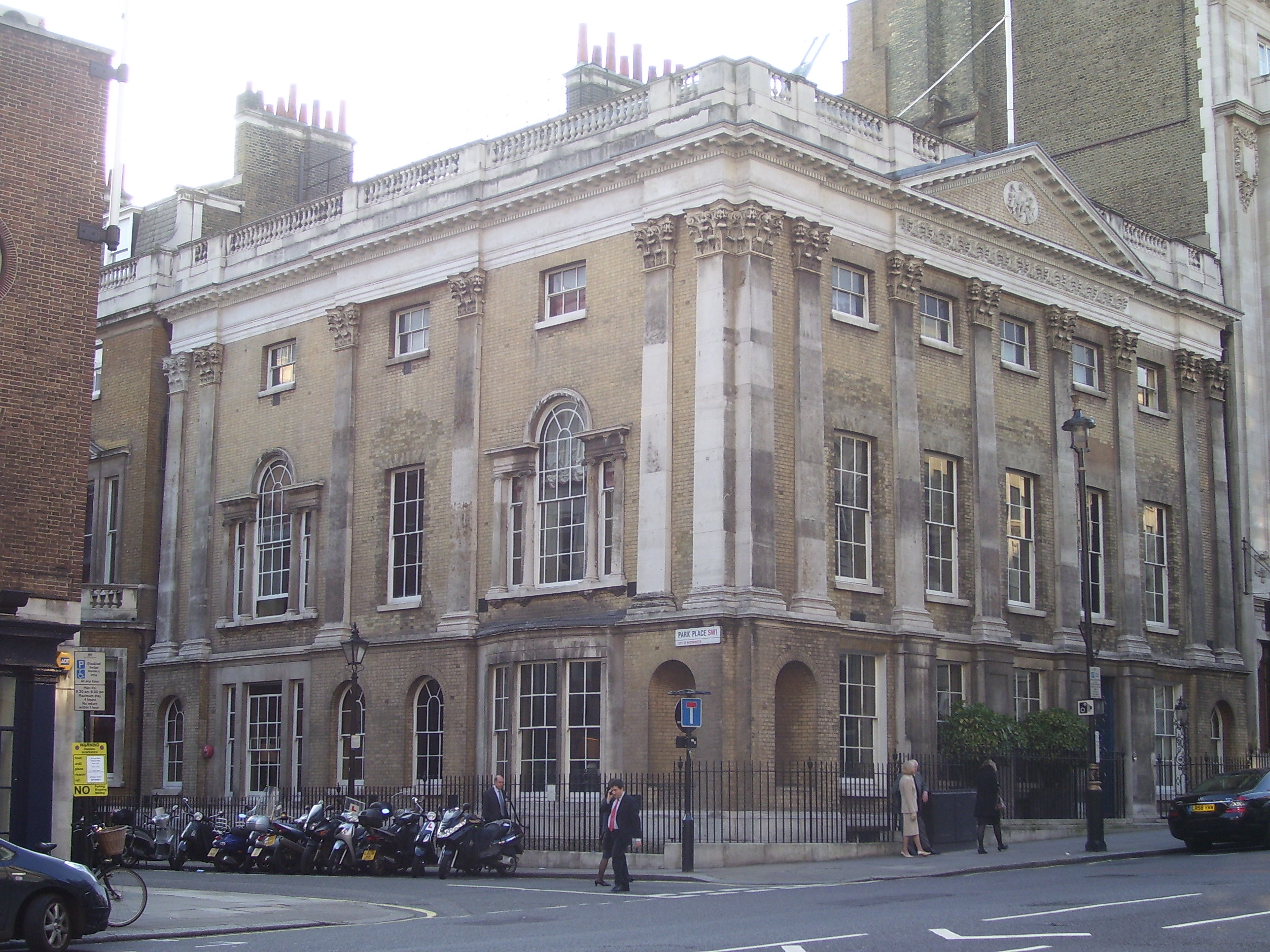
Brooks's club

Brooks's es uno de los clubs de caballeros más exclusivos de Londres. Se encuentra situado en el nº 60 de Saint James's Street, en Westminster, frente al Boodle's y cerca de los clubs tory Carlton Club y White's, que se encuentran en la misma calle.
Desde su fundación, se convirtió en lugar de encuentro de los whig de mayor nivel social.

## Historia
El club fue fundado en 1764 por 27 socios que se reunían en un local llamado Almack's, situado en el nº 49 de Pall Mall, con el objetivo de conversar, comer y jugar. En 1773 el local pasó a ser regentado por William Brooks, mercader de vinos y prestamista, del que tomó el nombre. Tres años más tarde, Brooks encargó al arquitecto Henry Holland la construcción de un nuevo edificio en el lugar que ocupa en la actualidad, en St. James's Street. El nuevo Brooks's abrió sus puertas en 1778.
El objetivo inicial consistía en ofrecer a los caballeros de la época, que no eran muy hogareños, una residencia fuera de su hogar y, especialmente, un lugar en el que jugar.
Las salas de juego eran una de las principales atracciones. Brooks's fue considerado el más adecuado para jugar fuerte después de que el club White's, que había sido el favorito en el siglo XVIII, estableciese restricciones a determinados juegos.
Los caballeros apostaban verdaderas fortunas jugando al whist y a los dados; en Brooks's llegaron a jugarse más de 70.000 libras en una sola noche. De acuerdo con Horace Walpole, era un lugar «donde un millar de prados y campos de maíz se apostaban en cada tirada, y donde se perdieron tantos pueblos como en los terremotos que asolaron Herculano y Pompeya.»
Otro pasatiempo muy frecuente consistía en las apuestas, que podían realizarse a partir de cualquier tema, ya fuese la guerra, el tiempo o las mujeres, tal como refleja el libro de apuestas de la institución, que recoge algunas auténticamente extravagantes.
Aunque el club no era estrictamente político, era frecuentado por los miembros whig del Parlamento y llegó a ser considerado como la sede whig no oficial. Uno de los miembros más célebres fue Charles James Fox, el principal político liberal de su época. El Fox Club, formado por 50 miembros, socios a su vez de Brooks's, celebra dos comidas cada año en su honor.
En 1975 el St. James' Club, considerado más artístico y cosmopolita, se integró en el Brooks's.

## Miembros destacados
- David Garrick (1717-1779)
- Horace Walpole (1717-1797)
- Sir Joshua Reynolds (1723-1792)
- Charles James Fox (1749-1806)
- Richard Brinsley Sheridan (1751-1816)
- William Wilberforce (1759-1833)
- Príncipe Regente, más tarde Jorge IV (1762-1830)
- Beau Brummell (1778-1840)
- Lord Palmerston (1784-1865)